# Centaurium barrelieroides
Centaurium barrelieroides là một loài thực vật có hoa trong họ Long đởm. Loài này được Pau mô tả khoa học đầu tiên năm 1918.